# Carola Uilenhoed
Carola Uilenhoed (La Haya, 10 de octubre de 1984) es una deportista neerlandesa que compitió en judo. Ganó dos medallas de bronce en el Campeonato Mundial de Judo, en los años 2005 y 2007, y dos medallas de plata en el Campeonato Europeo de Judo, en los años 2006 y 2007.

## Palmarés internacional
| Campeonato Mundial | Campeonato Mundial      | Campeonato Mundial | Campeonato Mundial |
| Año                | Lugar                   | Medalla            | Categoría          |
| ------------------ | ----------------------- | ------------------ | ------------------ |
| 2005               | El Cairo (Egipto)       | Medalla de bronce  | Abierta            |
| 2007               | Río de Janeiro (Brasil) | Medalla de bronce  | +78 kg             |
| Campeonato Europeo |                         |                    |                    |
| Año                | Lugar                   | Medalla            | Categoría          |
| 2006               | Tampere (Finlandia)     | Medalla de plata   | +78 kg             |
| 2007               | Belgrado (Serbia)       | Medalla de plata   | +78 kg             |